# Засекова, Анна Петровна
Анна Петровна Засекова (1928—2013) — доярка, заслуженный работник народного хозяйства Карельской АССР, Герой Социалистического Труда (1966).
Почётный житель Пряжинского района Республики Карелия (2007).

## Биография
Родилась в д. Парикова Сельга Ведлозерского района Автономной Карельской ССР в крестьянской карельской семье.
Окончила семилетнюю школу.
Работала уборщией в школе в с. Ведлозеро, на сезонных и подсобных работах.
С 1956 по 1983 гг. доярка совхоза «Ведлозерский», на основе применения передовых методов добилась высокой продуктивности молочного стада коров.
Ударник коммунистического труда.